# Bogei
Bogei – wieś w Rumunii, w okręgu Bihor, w gminie Tăuteu. W 2011 roku liczyła 1277 mieszkańców.